# رئيس موظفي البيت الأبيض
رئيس موظفي البيت الأبيض أو كبير موظفي البيت الأبيض (بالإنجليزية: White House Chief of Staff) يعتبر الموظف الأعلى رتبة في البيت الأبيض كما أنه يترأس المكتب التنفيذي لرئيس الولايات المتحدة ويعتبر حامل هذا المنصب أحد كبار مساعدي الرئيس. أقيم المنصب في العام 1946 تحت اسم مساعد الرئيس وغُير اسمه إلى الاسم الحالي في العام 1961. يُعيِّن الرئيس صاحب هذا المنصب ولا يحتاج إلى موافقة مجلس الشيوخ الأمريكي.

## الخلفية التاريخية
كانت المهام التي يؤديها رئيس الموظفين الآن من اختصاص السكرتير الخاص بالرئيس، وكان يؤديها أشخاص مقربون ومستشارون سياسيون مهمون مثل جورج بي. كورتيليو، وجوزيف تومولتي، ولويس ماكهينري هاو للرؤساء ثيودور روزفلت، وودرو ويلسون، وفرانكلين روزفلت على التوالي. كان السكرتير الخاص بمثابة المساعد الرئيسي الفعلي للرئيس، ولعب دورًا يجمع بين المهام الشخصية والمهنية ذات الطبيعة الدقيقة والمتطلبة للغاية، والتي تتطلب مهارة كبيرة وأقصى درجات التقدير. فُوِّضَ سكرتير التعيينات بمهمة حارس البوابة والإشراف على جدول أعمال الرئيس بشكل منفصل، كما هو الحال مع المساعد إدوين «با» واتسون.
اعتمد الرئيس فرانكلين دي. روزفلت منذ عام 1933 حتى عام 1939 على «مجموعة الخبراء» الشهيرة من كبار المستشارين؛ وذلك مع توسعه بشكل كبير في نطاق سياسات وصلاحيات الحكومة الفيدرالية استجابة للكساد الكبير. تعين أعضاء المجموعة غالبًا في مناصب شاغرة في الوكالات والإدارات الفيدرالية، على الرغم من عملهم المباشر مع الرئيس، ومن هناك حصلوا على رواتبهم بسبب افتقار البيت الأبيض إلى السلطة القانونية أو الميزانية لإنشاء مناصب رسمية الموظفين. لم توضع الأسس الحديثة لموظفي البيت الأبيض باستخدام هيكل رسمي حتى عام 1939، وذلك خلال فترة ولاية روزفلت الثانية في المنصب. تمكن روزفلت من إقناع الكونغرس بالموافقة على إنشاء المكتب التنفيذي للرئيس، والذي سيقدم تقاريره مباشرة إلى الرئيس. أنشأ روزفلت منصب «رئيس موظفي القائد الأعلى» لمستشاره العسكري الرئيسي، الأميرال البحري ويليام دي. ليهي، أثناء الحرب العالمية الثانية.
أُنشِئَ منصب «مساعد رئيس الولايات المتحدة» في عام 1946 استجابة للنمو السريع للفرع التنفيذي للحكومة الأمريكية، وهو المنصب المكلف بشؤون البيت الأبيض، وكان السلف المباشر لرئيس الموظفين الحديث. عُيِّنَ المساعد البارز للرئيس في منصب «رئيس موظفي البيت الأبيض» في عام 1953، في عهد الرئيس الجمهوري دوايت دي. أيزنهاور.
أصبح منصب مساعد الرئيس رتبة مشتركة بشكل عام بين رئيس الموظفين إلى جانب كبار مساعدي الرئيس الآخرين مثل مستشار البيت الأبيض، والسكرتير الصحفي للبيت الأبيض وغيرهم. لم ينتشر هذا النظام الجديد على الفور، واستمر الرئيسان كينيدي وجونسون في الاعتماد على تعيينات السكرتيرين بدلًا من ذلك، ولم يتولى رئيس الموظفين مسؤولية إدارة جدول أعمال الرئيس إلا في إدارة نيكسون. أدى تركيز السلطة هذا في البيت الأبيض خلال إدارتي نيكسون وفورد (الذي كان آخر رئيس موظفين له ديك تشيني) إلى تعهد المرشح الرئاسي جيمي كارتر خلال حملته الانتخابية في عام 1976 بعدم تعيين رئيس للموظفين، وبالفعل، لم يعين أحدًا لهذا المنصب خلال أول عامين ونصف من رئاسته.

### متوسط مدة الخدمة في المنصب
إن متوسط مدة خدمة رئيس موظفي البيت الأبيض هو أكثر بقليل من 18 شهرًا. كان أول رئيس للموظفين جون أر. ستيلمان، في عهد هاري إس. ترومان، هو رئيس الموظفين الوحيد للرئيس. خدم كينيث أودونيل وحده في المنصب خلال الفترة التي لم يُكمل فيها الرئيس جون إف. كينيدي مدة رئاسته البالغة 34 شهرًا. خدم كل من أندرو كارد ودينيس ماكدونو لفترة رئاسية كاملة على الأقل في عهد الرئيسين جورج دبليو. بوش وباراك أوباما على التوالي.

## المهام الوظيفية
يمنح منصب كبير موظفي البيت الأبيض صاحبه مهام كبيره لها دور مؤثر في ديناميكية العمل داخل البيت الأبيض, كما يمنح صاحبه أيضاً أدوراً استشاريه، ويمكن تفصيها كما يلي:
المهام الإدراية 
- انتقاء موظفي البيت الأبيض الرئيسيين والإشراف عليهم.
- السيطرة على تدفق الناس إلى المكتب البيضاوي الذي هو مكتب الرئيس داخل البيت الأبيض، وكذلك من يقوم الرئيس بمقابلتهم.
- الإدارة والتحكم في المعلومات الواردة إلى البيت الأبيض.

المهام الاستشارية 
- إسداء المشورة والنصح للرئيس بشأن القضايا السياسية الداخلية والخارجية وكذلك المسائل الإدارية.
- حماية مصالح الرئيس.
- التفاوض مع الكونغرس، وأعضاء آخرين في السلطة التنفيذية.

## اسم المنصب في البلدان العربية
يقال لصاحب هذا المنصب في بعض البلدان العربية:
- رئيس ديوان الرئاسة (العراق).
- رئيس الديوان الملكي (السعودية والأردن).
- رئيس الديوان الأميري (قطر والكويت).
- وزير ديوان البلاط السلطاني (سلطنة عمان).
- رئيس ديوان رئاسة الجمهورية (مصر).
- مدير الديوان الملكي (المغرب).